# Paracloeodes poranga
Paracloeodes poranga is een haft uit de familie Baetidae. De wetenschappelijke naam van de soort is voor het eerst geldig gepubliceerd in 2003 door Salles & Lugo-Ortiz.
De soort komt voor in het Neotropisch gebied.